# Sporendocladia kionochaetoides
Sporendocladia kionochaetoides är en svampart som beskrevs av B. Sutton 1993. Sporendocladia kionochaetoides ingår i släktet Sporendocladia och familjen Ceratocystidaceae.   Inga underarter finns listade i Catalogue of Life.